# Поста-Фібрено
Поста-Фібрено (італ. Posta Fibreno) — муніципалітет в Італії, у регіоні Лаціо,  провінція Фрозіноне.
Поста-Фібрено розташована на відстані близько 105 км на схід від Рима, 30 км на схід від Фрозіноне.
Населення — 1160 осіб (2014).
Щорічний фестиваль відбувається 19 серпня. Покровителька — свята Вікторія e Santa Blandina.

## Демографія
Населення за роками:

Станом на 1 січня 2023 року в муніципалітеті офіційно проживало 37 іноземців з 9 країн, серед них 11 громадян країн Євросоюзу та 2 громадяни України.

## Сусідні муніципалітети
- Альвіто
- Броккостелла
- Камполі-Аппенніно
- Фонтек'ярі
- Вікальві